# بافر دیجیتال
بافر دیجیتالی به عنوان یکمدار الکتریکی برای جدا کردن اطلاعات ورودی از اطلاعات خروجی بکار گرفته می‌شود. در واقع بافر از طریق تغییر دادن مقاومت ظاهری دیگری از مقاومت ظاهری یک مدار جلوگیری می‌کند. قابلیت درایو خروجی عموماً خیلی بیشتر از ملزومات سیگنال ورودی است و برای تحریک کردن بارهای جریان بالا استفاده می‌شود. بنابراین بافرها نقش تقویت کننده شدتی را برای سیگنال دیجیتالی ایفا می‌کند زیرا آن‌ها قابلیت گنجایش خروجی را دارند.

معرفی از یک بافر دیجیتال